# Municipio de Battlefield A
El municipio de Battlefield A (en inglés: Battlefield A Township) es un municipio ubicado en el condado de Greene en el estado estadounidense de Misuri. En el año 2010 tenía una población de 5812 habitantes y una densidad poblacional de 467,8 personas por km².

## Geografía
El municipio de Battlefield A se encuentra ubicado en las coordenadas 37°6′46″N 93°22′14″O / 37.11278, -93.37056. Según la Oficina del Censo de los Estados Unidos, el municipio tiene una superficie total de 12.42 km², de la cual 12.42 km² corresponden a tierra firme y (0.02%) 0 km² es agua.

## Demografía
Según el censo de 2010, había 5812 personas residiendo en el municipio de Battlefield A. La densidad de población era de 467,8 hab./km². De los 5812 habitantes, el municipio de Battlefield A estaba compuesto por el 93.03% blancos, el 1.41% eran afroamericanos, el 0.52% eran amerindios, el 1.98% eran asiáticos, el 0.02% eran isleños del Pacífico, el 0.69% eran de otras razas y el 2.36% pertenecían a dos o más razas. Del total de la población el 2.63% eran hispanos o latinos de cualquier raza.